# Ceuraceu
Ceuraceu is een bestuurslaag in het regentschap Aceh Jaya van de provincie Atjeh, Indonesië. Ceuraceu telt 283 inwoners (volkstelling 2010).